# 若葉台站
若葉台站（日语：／ Wakabadai eki */?）是一個位於神奈川縣川崎市麻生區黑川字東，屬於京王電鐵相模原線的鐵路車站。車站編號是KO39。
此站位於東京都與神奈川縣的邊界上。

## 歷史
- 1974年10月18日，作為京王帝都電鐵的車站啟用，通勤快速開始停靠此站。
- 1992年5月28日，快速開始停靠此站。
- 1999年，入選關東車站百選之一。
- 2013年2月22日，通勤快速易名為區間急行，同日以KO39作為車站編號。

### 站名由來
此地是自然環境豐富的丘陵地，以「嫩葉（若葉）眾多的台地」命名為「若葉台」。

## 車站構造
本站位於丘陵地斜面，月台是島式月台2面4線，稻城站側為高架，京王永山站側為平地構造。高架部分位於傾斜地，是特殊的3層構造，2層為商店設施。車站出入口與高架2層等高，但低於北口的站前廣場。
車站鄰接京王電鐵若葉台檢車區、車輛工廠。同時是相模原線中唯一有待避線的特急、急行通過站。
1999年（平成11年）入選第3回「關東車站百選」。
2001年（平成13年）2月，月台屋頂導入太陽能發電系統。此系統是與新能源、產業技術總合開發機構 (NEDO) 共同研究所設置。

### 月台配置
| 月台 | 路線     | 方向 | 目的地                               |
| ---- | -------- | ---- | ------------------------------------ |
| 1、2 | 相模原線 | 下行 | 京王多摩中心、橋本方向               |
| 3、4 | 相模原線 | 上行 | 調布、明大前、笹塚、新宿、新宿線方向 |

## 利用狀況
2016年度1日平均上下車人次為26,934人。本站使用者年年增加，2008年超越稻城站。
近年變化如下。
| 年度               | 1日平均 上下車人次 | 1日平均 上車人次 |
| ------------------ | ------------------ | ---------------- |
| 1974年（昭和49年） | 261                |                  |
| 1975年（昭和50年） | 640                |                  |
| 1980年（昭和55年） | 3,983              |                  |
| 1985年（昭和60年） | 4,298              |                  |
| 1990年（平成02年） | 4,004              |                  |
| 1995年（平成07年） | 4,170              | 1,943            |
| 1996年（平成08年） |                    | 1,869            |
| 1997年（平成09年） |                    | 1,849            |
| 1998年（平成10年） |                    | 1,931            |
| 1999年（平成11年） |                    | 3,175            |
| 2000年（平成12年） | 8,943              | 4,225            |
| 2001年（平成13年） |                    | 5,175            |
| 2002年（平成14年） |                    | 6,072            |
| 2003年（平成15年） | 13,445             | 6,651            |
| 2004年（平成16年） | 14,454             | 7,239            |
| 2005年（平成17年） | 16,254             | 7,955            |
| 2006年（平成18年） | 17,994             | 8,833            |
| 2007年（平成19年） | 19,514             | 9,502            |
| 2008年（平成20年） | 20,414             | 10,051           |
| 2009年（平成21年） | 21,217             | 10,387           |
| 2010年（平成22年） | 22,302             | 10,975           |
| 2011年（平成23年） | 22,636             | 11,208           |
| 2012年（平成24年） | 23,042             | 11,532           |
| 2013年（平成25年） | 24,316             | 11,855           |
| 2014年（平成26年） | 24,758             | 12,329           |
| 2015年（平成27年） | 25,920             | 12,748           |
| 2016年（平成28年） | 26,934             |                  |

## 車站周邊
站房與其主要附帶設施是屬於神奈川縣川崎市麻生區黑川，站名「若葉台」則是北側東京都稻城市的地名。另外，若葉台檢車區、車輛工場屬於稻城市若葉台。
車站北側一帶屬於多摩新市鎮區域，於1999年3月開街，同時該地改名為與車站同名。之後站前餐飲店與醫院、集合商業設施陸續開設，民間事業者也陸續進行住宅建設。本站北側與多摩中心站前、南大澤站前同被列為東京都的「都心等據點地區」。
另一方面，車站南側一帶在行政區域上屬神奈川縣川崎市，可見咖啡廳與美容院，另有行人天橋跨越神奈川縣道、東京都道137號上麻生連光寺線。

### 北側設施
- 若葉台新都市中心大廈
  - 稻城若葉台郵便局
- Frespo（フレスポ）若葉台
Yaoko（日语：ヤオコー）與鶴羽藥妝店（日语：ツルハドラッグ）、大創等。
- Frespo若葉台EAST
三井住友銀行、野島電器（日语：ノジマ）、Sports Club NAS（日语：スポーツクラブNAS）等。
- 若葉台中新商業大廈
  - SUPER三和（日语：三和）
  - Unidy（日语：ユニディ）
- ACROSS PLAZA（アクロスプラザ）若葉台
  - 山田電機
  - 河童壽司（日语：かっぱ寿司）
  - CYCLE BASE ASAHI（日语：あさひ (企業)）
  - 和幸豬排（日语：和幸商事）
- K's電器（日语：ケーズホールディングス）
- Coach & Four（日语：コーチャンフォー）
- PC DEPOT（日语：ピーシーデポコーポレーション）若葉台
- COOP東京（日语：生活協同組合コープとうきょう）
- Sundrug（日语：サンドラッグ）
- 東京都民銀行（日语：東京都民銀行）
- Clinic Mall若葉台

### 南側設施
- 京王retnade（日语：京王クラウン街）若葉台 - 車站高架下商店。補習班、超商、藥局、美容室、牙科等。

## 巴士路線
本站可搭乘京王電鐵巴士、小田急巴士、神奈川中央交通的路線巴士。
- 京王線剪票口最近的是「下黑川」巴士站。

### 若葉台站
若到東京都內可搭乘東京都Silver Pass。
- 1號乘車處
  - 下車專用
- 2號乘車處
  - 京王、小田急 [若01] 若葉台循環
  - 京王 [櫻28] 經多摩東公園 往聖蹟櫻丘站
- 3號乘車處
  - 京王、小田急 [稻12] 往稻城站
- 4號乘車處
  - 神奈中 [鶴21][鶴22] 往鶴川站
  - 神奈中 [鶴22] 往調布站南口（假日一班）
  - 神奈中 [柿26] 經柿生站北口 往市尾站（假日一班）
  - 神奈中 [柿27] 往柿生站北口（假日一班）
  - 小田急 [柿24] 經稻城台醫院入口 往柿生站北口（班次少）
  - 小田急 [柿24] 調布站南口、稻城站發車 往柿生站北口 （往調布站南口、稻城站的班次不停靠）
  - 小田急 [若11] 往黑川（班次少）
  - [i巴士（日语：iバス）] C路線 南多摩站～春日野站　往返（小田急）
  - [i巴士] D路線 若葉台站～南多摩站～稻城長沼站～平尾團地　循環（小田急）
  - [i巴士] E路線 若葉台站～平尾團地～稻城站～南多摩站　循環（小田急）

### 下黑川
- 鶴川、柿生方向（鶴川街道  道路對面）
  - 小田急 [柿24] 往柿生站北口
  - 神奈中 [柿26] 經柿生站北口 往市尾站（假日一班）
  - 神奈中 [柿27] 往柿生站北口（假日一班）
  - 神奈中 [鶴21][鶴22] 往鶴川站
- 稻城、調布方向（鶴川街道  若葉台站側）
  - 小田急 [柿24] 往稻城站（不經過若葉台站）、往矢野口站（同）、往調布站南口（同、早晨一班）、經春日野站入口往若葉台站
- 車站剪票口旁
  - 小田急 [若11] 往若葉台站
  - 神奈中 [鶴21] 往若葉台站
  - 神奈中 [鶴22] 經若葉台站 往調布站南口（假日一班）
  - 小田急 [柿24] 往柿生站北口

## 圖片

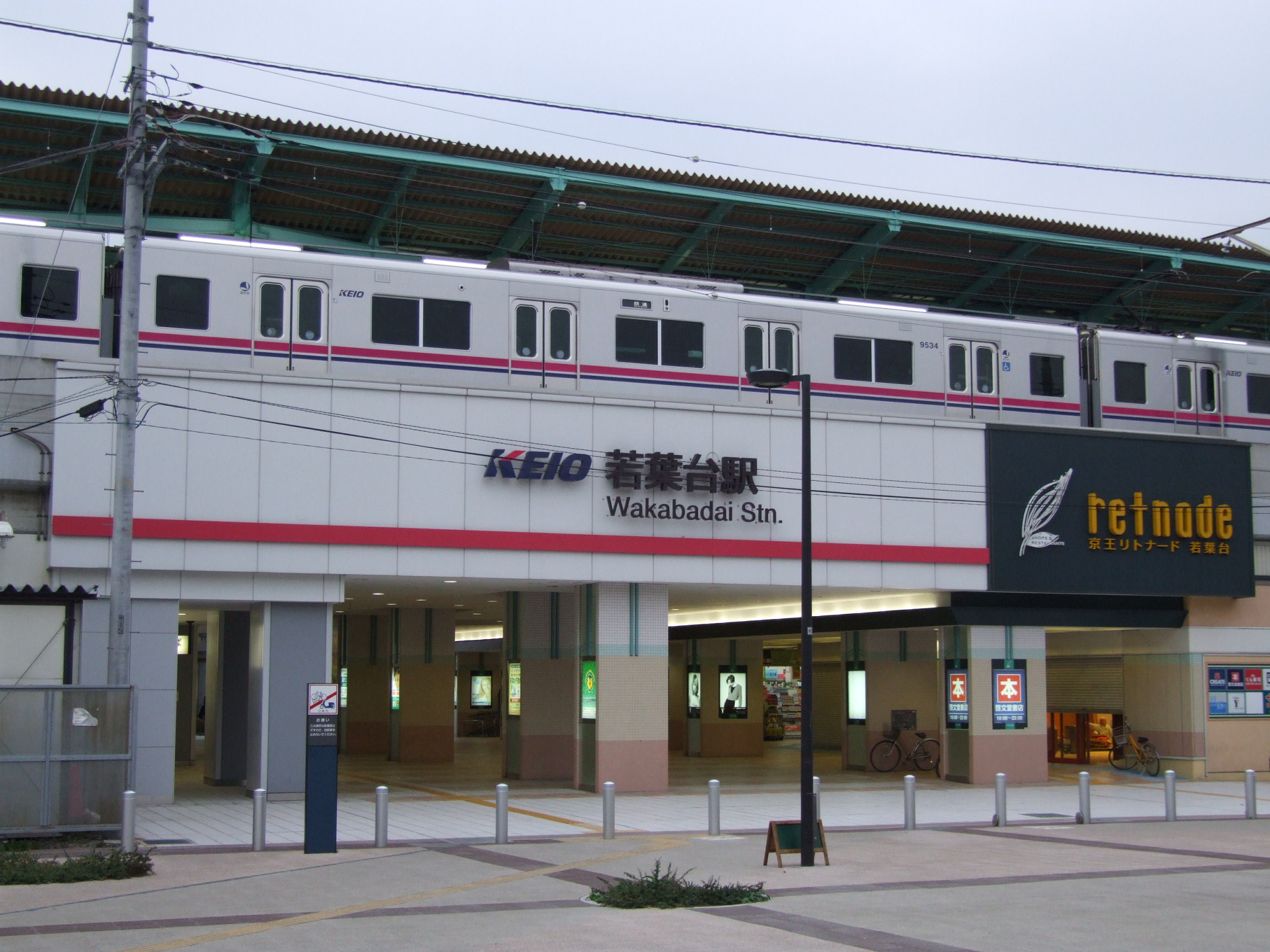
南口（2007年11月9日）
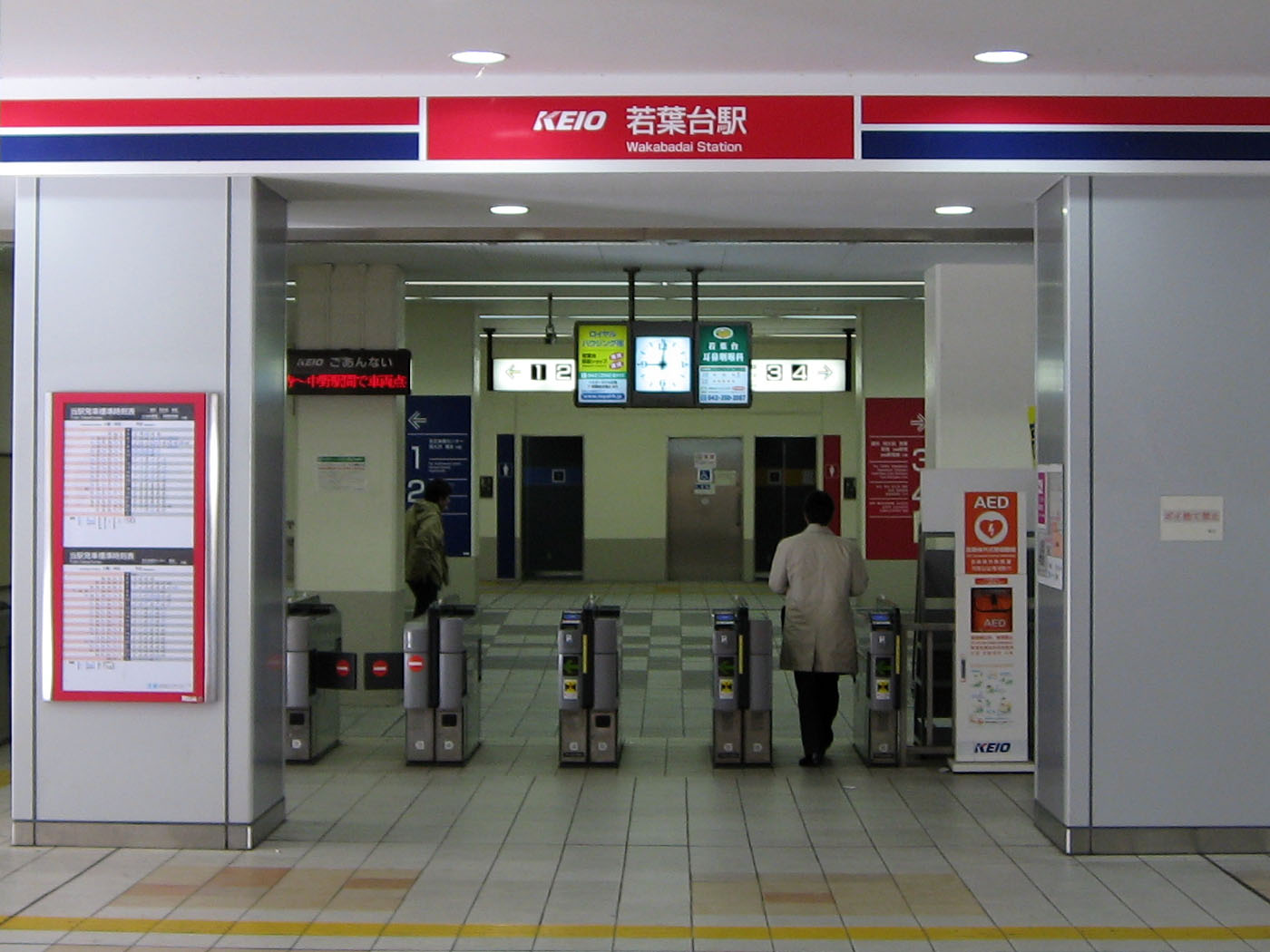
剪票口（2008年11月20日）
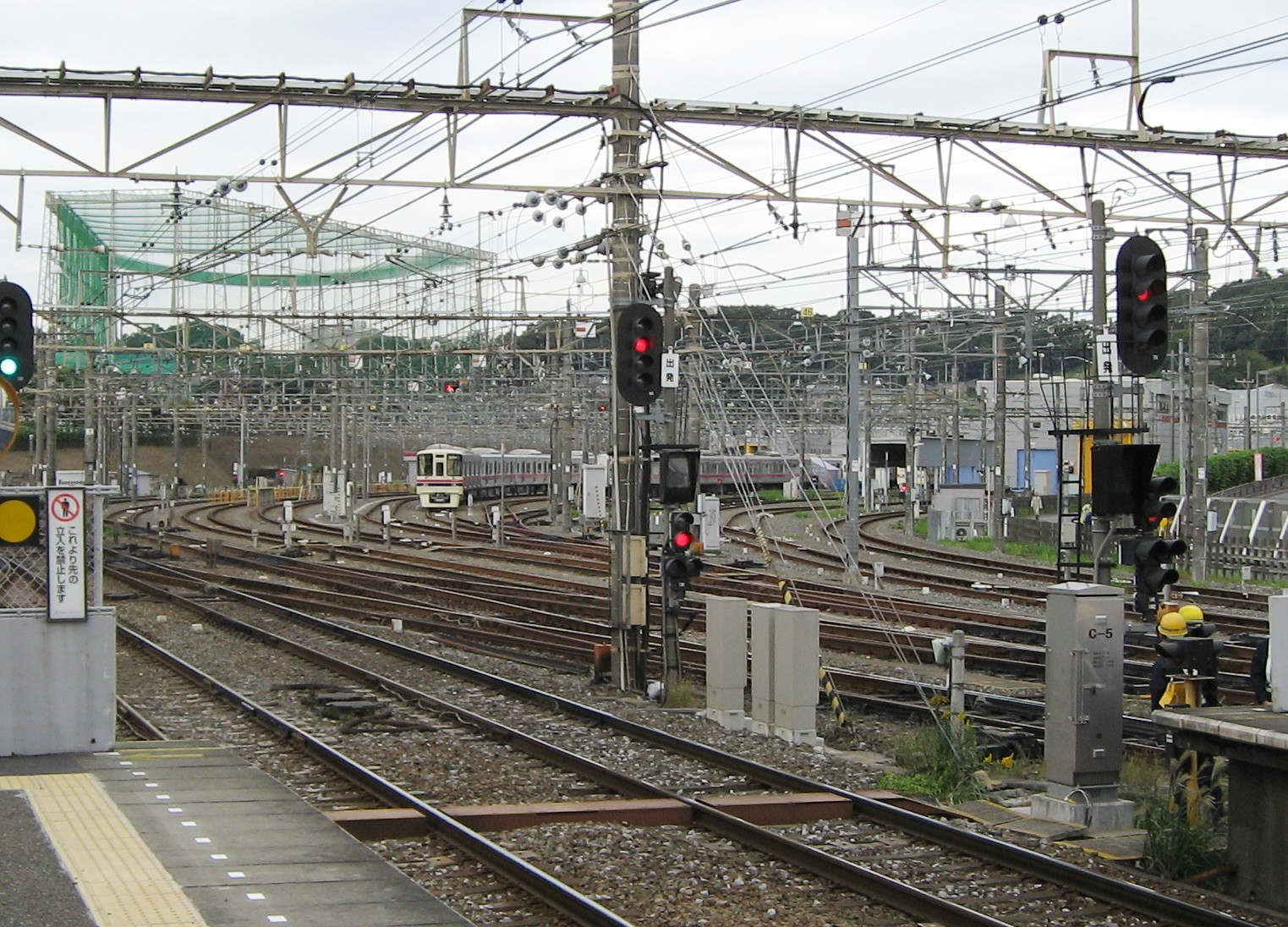
月台所見的若葉台檢車區（2008年10月2日）
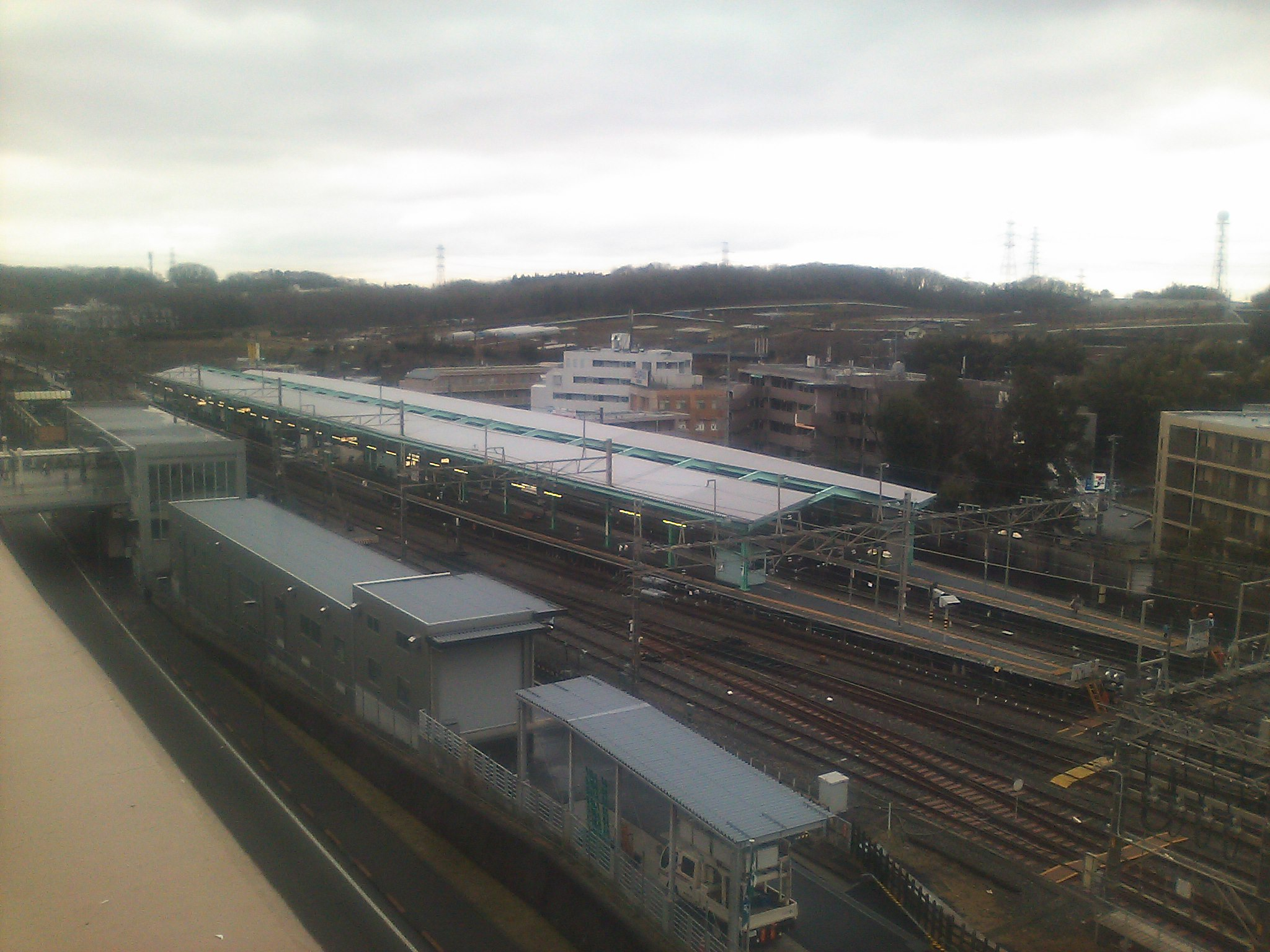
車站全景（2012年3月10日）

## 相鄰車站
京王電鐵
 相模原線
■特急、■準特急、■急行
通過
■區間急行、■快速、■各站停車
稻城（KO38）－若葉台（KO39）－京王永山（KO40）

## 外部連結
- 若葉台 - 京王電鐵

35°37′9.5″N 139°28′21″E / 35.619306°N 139.47250°E